# Torneo de las Seis Naciones 2023
El Torneo de las Seis Naciones Guinness 2023 fue la 129.ª edición de la competición entre selecciones más importante del hemisferio norte. Se disputó entre el 4 de febrero y el 18 de marzo.
Irlanda ganó su decimoquinto torneo, obtuvo su cuarto Grand Slam y fue su primera victoria en Dublín desde el Cinco Naciones 1985. Además, completó una serie completa de victorias consecutivas sobre todos los demás equipos internacionales de primer nivel. En total se anotaron 91 tries en el campeonato, un nuevo récord.

## Participantes

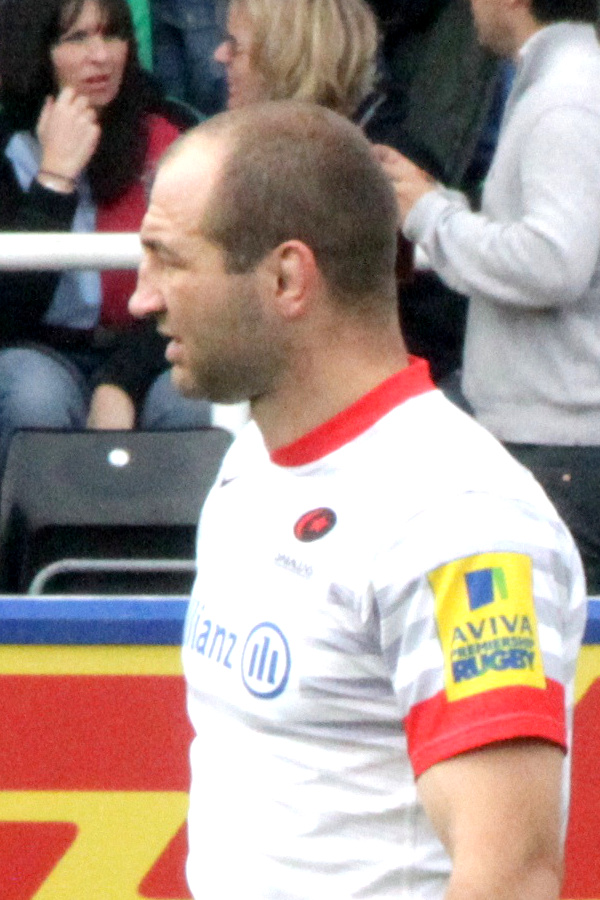
Es la primera ocasión de Borthwick al mando de Inglaterra.

| País       | Estadio               | Estadio   | Estadio     | Entrenador      | Capitán         |
| País       | Recinto               | Capacidad | Ciudad      | Entrenador      | Capitán         |
| ---------- | --------------------- | --------- | ----------- | --------------- | --------------- |
| Escocia    | Estadio Murrayfield   | 67.144    | Edimburgo   | Gregor Townsend | Jamie Ritchie   |
| Francia    | Estadio de Francia    | 81.338    | Saint-Denis | Fabien Galthié  | Antoine Dupont  |
| Gales      | Estadio Millennium    | 74.500    | Cardiff     | Warren Gatland  | Ken Owens       |
| Inglaterra | Estadio de Twickenham | 82.000    | Londres     | Steve Borthwick | Owen Farrell    |
| Irlanda    | Estadio Aviva         | 51.700    | Dublín      | Andy Farrell    | Jonathan Sexton |
| Italia     | Estadio Olímpico      | 73.261    | Roma        | Kieran Crowley  | Michele Lamaro  |

## Reglamento
Como desde la edición de 2017, el sistema de puntos es: 4 por victoria, 2 por empate y 0 por derrotas. Además de puntos adicionales de bonificación: 1 ofensivo por anotar cuatro o más ensayos y 1 defensivo si se es derrotado por siete, o menos, puntos de diferencia.
Adicionalmente, se otorgan tres puntos de bonificación a un equipo que gane sus cinco partidos (un Grand Slam). Esto garantiza que un equipo ganador de un Grand Slam encabezará la tabla con al menos 23 puntos, ya que de lo contrario podría darse el caso que un equipo ganara los cinco partidos sin puntos de bonificación para un total de 20 puntos y otro equipo ganara cuatro partidos con puntos de bonificación y perdiera su quinto partido mientras reclamaba uno o más puntos de bonificación, lo que daría un total de 21 o 22 puntos.

### Desempate
Si dos o más selecciones están empatadas en puntos, el equipo con la mejor diferencia de puntos (puntos anotados menos puntos concedidos) se clasifica más alto.
- Si el desempate anterior no logra separar a los equipos empatados, el que anotó mayor número de tries (incluidos los try penal) se clasifica más alto.

Si dos o más equipos permanecen empatados después de aplicar los desempates anteriores, esos equipos se colocarán en el mismo rango; si el torneo ha concluido y más de un equipo se coloca primero, entonces el título será compartido entre ellos.

## Tabla de posiciones
| Pos. | País       | Partidos | Partidos | Partidos | Partidos | Puntos | Puntos | Puntos | Puntos Bonus | Puntos Bonus | Puntos Bonus | Puntos totales |
| Pos. | País       | J        | G        | E        | P        | PF     | PC     | PD     | Tries        | Derrota      | GS           | Puntos totales |
| ---- | ---------- | -------- | -------- | -------- | -------- | ------ | ------ | ------ | ------------ | ------------ | ------------ | -------------- |
| 1    | Irlanda    | 5        | 5        | 0        | 0        | 151    | 82     | +69    | 4            | 0            | 3            | 27             |
| 2    | Francia    | 5        | 4        | 0        | 1        | 174    | 115    | +59    | 4            | 0            | 0            | 20             |
| 3    | Escocia    | 5        | 3        | 0        | 2        | 118    | 98     | +20    | 3            | 0            | 0            | 15             |
| 4    | Inglaterra | 5        | 2        | 0        | 3        | 100    | 135    | -135   | 1            | 1            | 0            | 10             |
| 5    | Gales      | 5        | 1        | 0        | 4        | 84     | 147    | -63    | 2            | 0            | 0            | 6              |
| 6    | Italia     | 5        | 0        | 0        | 5        | 89     | 159    | -60    | 0            | 1            | 0            | 1              |

## Partidos
BO: Punto de bonificación ofensivo.
BD: Punto de bonificación defensivo.
GS: Tres puntos de bonificación por ganar los cinco partidos (un Grand Slam).

### Jornada 1
En la primera fecha debutaron internacionalmente el inglés Ollie Hassell-Collins, el francés Ethan Dumortier y el italiano Edoardo Iachizzi.
| 4 de febrero                                                                       | Gales                                                      | 10 – 34 BO | Irlanda | Estadio Millennium, Cardiff                              |                                                          |
| 14:15 (UTC)                                                                        | Try L. Williams 46' Conversión Biggar 46' Penal Biggar 14' | Reporte    | Tries 2' Doris 9' Ryan 21' Lowe 73' Van der Flier Conversiones 3', 10', 22' (3) Sexton 73' Byrne Penales 19', 28' (2) Sexton | Asistencia: 74.500 espectadores Árbitro(s): Karl Dickson | Asistencia: 74.500 espectadores Árbitro(s): Karl Dickson |
| Irlanda no ganaba en Gales, por el Seis Naciones, desde la edición 2013 (10 años). |                                                            |            | |                                                          |                                                          |

| 4 de febrero | Inglaterra                                                                          | BD 23 – 29 BO | Escocia | Estadio de Twickenham, Londres                            |                                                           |
| 16:45 (UTC)  | Tries Malins 24', 38' Genge 48' Conversión Farrell 49' Penales Farrell (2) 43', 65' | Reporte       | Tries 15' Jones 29', 74' Van der Merwe 51' White Conversiones 16', 53', 76' (3) Russell Penales 69' Russell | Asistencia: 81.545 espectadores Árbitro(s): Paul Williams | Asistencia: 81.545 espectadores Árbitro(s): Paul Williams |

| 5 de febrero                        | Italia                                                                  | BD 24 – 29 BO | Francia                                                                                                   | Estadio Olímpico, Roma                                     |                                                            |
| 16:00 (CET)                         | Tries Capuozzo 32' Try penal 51' Penales Allan (4) 14', 23', 40+2', 62' | Reporte       | Tries 5' Flament 19' Ramos 27' Dumortier 67' Jalibert Conversiones 6', 28', 68' (3) Ramos Penal 47' Ramos | Asistencia: 41.232 espectadores Árbitro(s): Matthew Carley | Asistencia: 41.232 espectadores Árbitro(s): Matthew Carley |
| Francia retuvo el Trofeo Garibaldi. |                                                                         |               | |                                                            |                                                            |

### Jornada 2
| 11 de febrero                                                                             | Irlanda | BO 32 – 19 | Francia                                                                           | Estadio Aviva, Dublín                                    |                                                          |
| 14:15 (UTC)                                                                               | Tries Keenan 8' Lowe 21' Porter 26' Ringrose 71' Conversiones Sexton (2) 10', 26' Byrne 73' Penales Sexton 40' Byrne 59' | Reporte    | Try 17' Penaud Conversión 18' Ramos Penales 4', 14', 32' (3) Ramos Drop 61' Ramos | Asistencia: 51.700 espectadores Árbitro(s): Wayne Barnes | Asistencia: 51.700 espectadores Árbitro(s): Wayne Barnes |
| Es la treceava victoria irlandesa consecutiva en casa, la racha más larga de su historia. | |            |                                                                                   |                                                          |                                                          |

| 11 de febrero                                                                                         | Escocia | BO 35 – 7 | Gales                               | Estadio Murrayfield, Edimburgo                           |                                                          |
| 16:45 (UTC)                                                                                           | Tries Turner 29' Steyn 50', 57' Kinghorn 70' M. Fagerson 78' Conversiones Russell (2) 31', 52' Penales Russell (2) 8', 14' | Reporte   | Try 33' Owens Conversión 35' Biggar | Asistencia: 67.144 espectadores Árbitro(s): Andrew Brace | Asistencia: 67.144 espectadores Árbitro(s): Andrew Brace |
| Es la victoria escocesa más amplia sobre Gales, mejorando la marca del Cinco Naciones 1924 (99 años). | |           |                                     |                                                          |                                                          |

| 12 de febrero                                    | Inglaterra                                                                                           | BO 31 – 14 | Italia                                                       | Estadio de Twickenham, Londres                            |                                                           |
| 15:00 (UTC)                                      | Tries Willis 12' Chessum 27' George 36' Try penal 49' Arundell 69' Conversiones Farrell (2) 13', 28' | Reporte    | Tries 43' Riccioni 63' Fusco Conversiones 43', 63' (2) Allan | Asistencia: 81.609 espectadores Árbitro(s): James Doleman | Asistencia: 81.609 espectadores Árbitro(s): James Doleman |
| Debutó internacionalmente el inglés Jack Walker. | |            |                                                              |                                                           |                                                           |

### Jornada 3
| 25 de febrero | Italia | 20 – 34 BO | Irlanda | Estadio Olímpico, Roma |  |
|               |        | Reporte    |         |                        |  |

| 25 de febrero | Gales | 10 – 20 | Inglaterra | Millennium Stadium, Cardiff |  |
|               |       | Reporte |            |                             |  |

| 26 de febrero | Francia | BO 32 – 21 | Escocia | Stade de France, Saint-Denis |  |
|               |         | Reporte    |         |                              |  |

### Jornada 4
En la fecha de Twickenham, se produjo la mayor diferencia en una victoria francesa.
| 11 de marzo                                          | Italia                                                                   | 17 – 29 BO | Gales                                                                                        | Estadio Olímpico, Roma                                   |                                                          |
| 15:15 (CET)                                          | Tries Negri 42' Brex 67' Conversiones Allan (2) 43', 67' Penal Allan 15' | Reporte    | Tries 8' Dyer 17' L. Williams 33' Try penal 49' Faletau Conversiones 9', 50' (2) O. Williams | Asistencia: 61.536 espectadores Árbitro(s): Damon Murphy | Asistencia: 61.536 espectadores Árbitro(s): Damon Murphy |
| Primera victoria galesa desde el regreso de Gatland. |                                                                          |            |                                                                                              |                                                          |                                                          |

| 11 de marzo                                              | Inglaterra                                           | 10 – 53 BO | Francia | Estadio de Twickenham, Londres                           |                                                          |
| 16:45 (UTC)                                              | Try Steward 47' Conversión Smith 48' Penal Smith 33' | Reporte    | Tries 1' Ramos 25', 56' Flament 40', 59' Ollivon 71', 74' Penaud Conversiones 3', 26', 42', 58', 60', 72' (6) Ramos Penales 6', 35' (2) Ramos | Asistencia: 81.000 espectadores Árbitro(s): Ben O'Keeffe | Asistencia: 81.000 espectadores Árbitro(s): Ben O'Keeffe |
| Esta fue la derrota inglesa más abultada de su historia. |                                                      |            | |                                                          |                                                          |

| 12 de marzo                                                            | Escocia                              | 7 – 22  | Irlanda                                                                               | Estadio Murrayfield, Edimburgo                          |                                                         |
| 15:00 (UTC)                                                            | Try Jones 16' Conversión Russell 17' | Reporte | Tries 27' Hansen 56' Lowe 61' Conan Conversiones 57', 62' (2) Sexton Penal 12' Sexton | Asistencia: 67.144 espectadores Árbitro(s): Luke Pearce | Asistencia: 67.144 espectadores Árbitro(s): Luke Pearce |
| Sexton se convirtió en el máximo anotador histórico del Seis Naciones. |                                      |         |                                                                                       |                                                         |                                                         |

### Jornada 5
| 18 de marzo | Escocia                                                                                  | BO 26 – 14 | Italia                                                 | Estadio Murrayfield, Edimburgo                            |                                                           |
| 12:30 (UTC) | Tries Van der Merwe 12' Kinghorn 29', 43', 80' Conversiones Kinghorn (3) 30', 45', 80+1' | Reporte    | Try 61' Allan Penales 7', 15' (2) Allan 65' P. Garbisi | Asistencia: 67.144 espectadores Árbitro(s): Angus Gardner | Asistencia: 67.144 espectadores Árbitro(s): Angus Gardner |

| 18 de marzo | Francia | BO 41 – 28 BO | Gales | Stade de France, Saint-Denis |  |
| 15:45 (CET) |         | Reporte       |       |                              |  |

| 18 de marzo                                                                | Irlanda                                                                                               | BO GS 29 – 16 | Inglaterra                                                             | Estadio Aviva, Dublín                                   |                                                         |
| 17:00 (UTC)                                                                | Tries Sheehan 32', 67' Henshaw 61' Herring 76' Conversiones Sexton (3) 34', 62', 69' Penal Sexton 18' | Reporte       | Try 72' George Conversión 72' Farrell Penales 7', 14', 50' (3) Farrell | Asistencia: 51.700 espectadores Árbitro(s): Jaco Peyper | Asistencia: 51.700 espectadores Árbitro(s): Jaco Peyper |
| Irlanda ganó su cuarto Grand Slam, el primero desde el Seis Naciones 2018. | |               |                                                                        |                                                         |                                                         |

## Máximos anotadores
| Puntos convertidos | Puntos convertidos |
| Jugador            | Puntos             |
| ------------------ | ------------------ |
| Thomas Ramos       | 84                 |
| Jonathan Sexton    | 35                 |
| Tommaso Allan      | 34                 |
| Finn Russell       | 32                 |
| Owen Farrell       | 28                 |

| Tries convertidos | Tries convertidos |
| Jugador           | Tries             |
| ----------------- | ----------------- |
| Damian Penaud     | 5                 |
| Huw Jones         | 4                 |
| Blair Kinghorn    | 4                 |
| Thibaud Flament   | 3                 |
| Mack Hansen       | 3                 |

## Premios especiales

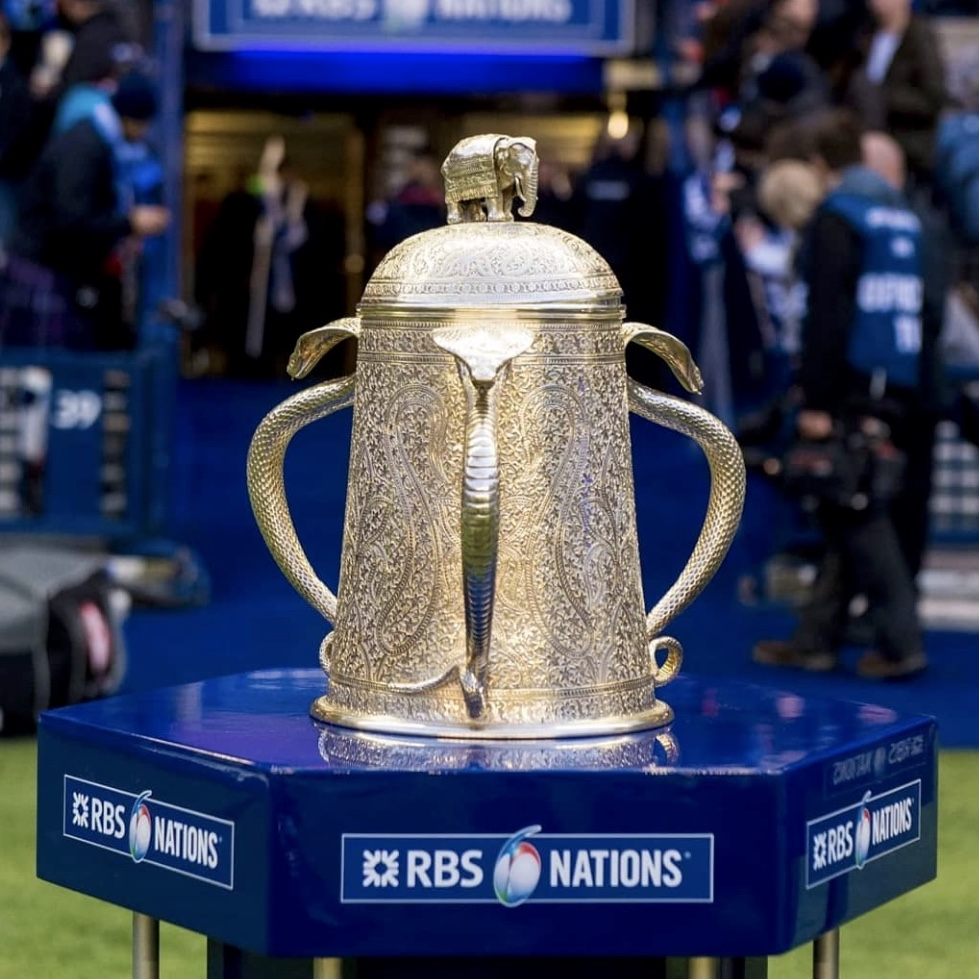
Escocia obtuvo la Copa Calcuta por tercera vez consecutiva.

- Grand Slam:  Irlanda
- Triple Corona:  Irlanda (decimotercera)
- Copa Calcuta:  Escocia
- Millennium Trophy:  Irlanda
- Centenary Quaich:  Irlanda
- Trofeo Garibaldi:  Francia
- Trofeo Auld Alliance:  Francia
- Copa Doddie Weir:  Escocia
- Cuttitta Cup:  Escocia
- Cuchara de madera:  Italia